# José Andrés Ávila
José Andrés Ávila (Villanueva, Zacatecas; 1 de mayo de 1998) es un futbolista mexicano, juega como mediocampista y su equipo actual son los Mineros de Zacatecas de la Liga de Expansión MX.

## Inicios

### Atlas Fútbol Club
Cantero de los rojinegros del Atlas Fútbol Club.
Debutaría en Copa el 25 de enero de 2017 en un partido contra el Club Puebla.
Debutaría en Liga MX hasta octubre del mismo año, ahora enfrentando a los Xolos de Tijuana.

### Tampico Madero Fútbol Club
Para el Apertura 2019, es enviado a préstamo a Tampico Madero para obtener mas experiencia. En el conjunto jaibo se corona campeón del torneo Apertura 2020 de la Liga de Expansión.

### Club Santos Laguna
Regresaría a la Primera División ahora con el Club Santos. Anotó su primer gol con Santos el 1 de mayo de 2022, en una victoria por 1-3 sobre Atlético San Luis.

### Mineros de Zacatecas
El 7 de junio de 2023 ficha con los Mineros de Zacatecas.

## Palmarés

### Campeonatos nacionales
| Título               | Club           | Año  |
| -------------------- | -------------- | ---- |
| Liga de Expansión MX | Tampico Madero | 2020 |